# Bibi Blocksberg (televíziós sorozat)
A Bibi Blocksberg 1997 és 2012 között bemutatott német televíziós rajzfilmsorozat, amelynek rendezője Gerhand Hahn. Az írója Elfie Donnelly. A tévéfilmsorozat a hör + lies, a Hahn Film AG és a Kiddinx Entertainment gyártásában készült, a Premiere forgalmazásában jelent meg. Műfaját tekintve fantasy filmsorozat, kalandfilmsorozat és filmvígjáték-sorozat. Németországban a TVP2, a KI.KA és a ZDF vetítette, Magyarországon a Minimax sugározta.

## A sorozat keletkezése
A rajzfilm megalkotója Elfie Donelly, aki 1980 óta foglalkozik Bibi Blocksberg történetével. Elsőnek Henriette Pimper meseregényeket készített, majd hangkazettákat is. Összesen 90 db hangkazetta készült el, a kis boszorkány a német gyerekek kedvence lett. 1999-ben, Elfie Donelly egyezséget kötött a Kiddnix tévécsatornával, ahol Bibi Blocksberg címen készítettek egy, azóta már 4 évados, 52 epizódból álló rajzfilmsorozatot. Az 52 epizódból Magyarországon 52-t mutattak be. Elfie Donelly elvállalta az epizódok forgatókönyvének megírását. Ezek után megjelentek a Bibi Blocksberg termékek is. Számos kirakós játék, póló, társasjáték, illetve használati tárgyak készültek Bibi Blocksberg-es mintákkal. 2002-ben Elfie Donelly hozzáfogott egy film elkészítéséhez is, melynek szintén ő volt a forgatókönyvírója. A filmet Bibi Blocksberg és a varázsgömb címen mutattak be.  A filmben egy korábban nem ismert szereplő is feltűnik, Rábia, a gonosz boszorkány. A filmet nagy sikerrel játszották a gyermek-tévécsatornák. Később Elfie egy másik filmet is készített a Bibi Blocksberg és a kék baglyok titka címmel, ami szintén sikeres lett. Elfie Donelly másik meséje a Benjámin, az elefánt, amiből rajzfilmsorozat, illetve két egész estés rajzfilm is készült.
Júniusban a Minimax vetít egy Bibi és Tina c. rajzfilmsorozatot. A rajzfilm alapul az előző sorozaton, de új témája van, lovakkal és az ápolásukkal foglalkozik. 2009-ben, és 2012-ben új évadot készítettek az eredeti Bibi Blocksberg sorozathoz.

## Ismertető
Bibi egy szőke hajú kislány, aki egy bűbájos képességgel van megáldva és nem fér a bőrébe. A szüleit és a többi felnőtteket sem kímélve, sokszor megtréfálja a környezetét. Varázsseprűje Almáspite, amin repülve incselkedik a pilótákkal. A polgármestert, vagy az osztályfőnökét gyakran tréfálja meg, hogy kiálljon az osztálytársai és a többi gyerekek érdekéért. A varázslatos képességei at is, hogy a varázsseprűjén repül vagy éppen a varázsigéi mindig jól jönnek, ha társaival együtt bajba kerül. Nem elég szokványos a családja sem, mivel édesanyja is boszorkány, aki Barbara Blocksberg. Ketten együtt is varázsolnak és így előfordul, hogy ajándékozásokként készítenek varázserő serkentőket, vagy papagájjá változtatják édesapját. Újvárosban egy lakótelepen él szüleivel. Nagy rokonsággal rendelkezik és nagyon sok barátja van. Legjobb barátai Marita, Mónika, Flórián és Tina.

## Szereplők
- Bibi Blocksberg – Bibi a sorozat főszereplője, csintalan boszorkány.
- Barbara Blocksberg – Barbara, Bibi anyja, szintén boszorkány. Nem nagyon tetszenek neki Bibi meggondolatlan trükkjei, de ugyanakkor megértőn és engedékeny. Sokszor próbál férje kedvében járni.
- Behrnard Blocksberg – Bernard, Bibi apja, aki nem szereti felesége és lánya boszorkánykodásait. Szigorú Bibivel, de ugyanakkor megértő is. Egy részben, amikor Barbara a 33. évét töltötte be, Bernard arra kényszerítette, hogy pirkadati kívansaga legyen: ne tudjon többé varázsolni. Persze aztán minden rendben lesz, mert a boszorkák nem veszíthetik el azt, amivel születtek.
- Kíváncsi Klára – Újváros újságírónője és "alpolgármestere", imád különleges cikkeket készíteni. Sokszor borsot tör a polgármester orra alá. Minden meglepő vagy új dologra azt mondja hogy 'Ez szenzációs!'. Kíváncsi Klára még szerepel a Benjámin, az elefánt című sorozatban is.
- Újváros polgármestere – A polgármester, dacos idős úr. Nem szereti Bibi trükkjeit, minél előbb ki akarja rekeszteni a boszorkányságot a városból.
- Picher (Ficsur) – A polgármester helyettese, legtöbbször ő kapja meg a piszkos munkákat. A polgármester mindig megbánja azt, ha Picher-nak szabadságot ad. De még azt is megbánja, ha Picher-nak megbocsát, amiért az rosszat tesz.
- Schubia – Bibi osztálytársa a boszorkányiskolában. Motoros seprűje van. Kicsit durva, nem szeret veszíteni, hasonlóan Bibihez, nem szeret tanulni.
- Szépimépi – Bibi osztálytársa, szerény, kedves természete van. Ezért is hívják Szépimépinek, mindig tanul, jó tanuló.
- Amanda néni – Amanda tagja a Boszorkánytanácsnak, jó barátja Blocksberg-éknek. Szereti az ifjú boszorkányokat, mindig kedves, mindenre talál megoldást.
- Mania néni – A Boszorkánytanács tagja, tanítja Bibiéket is. Idős tanárnő, szigorú, nem mindig kedves.
- Walpurgia – A legidősebb boszorkány Újvárosban, tehát a Boszorkánytanács elnöke. Nagyon szigorú, nem nagyon kegyelmez meg a valamit elhibázott boszorkáknak.
- Szarkaláb – Öreg boszorkány, aki ha teheti mindig próbára teszi a fiatal boszorkányokat. Bár szigorúnak, és néha rosszindulatúnak tűnik, mindig tanúságot tesz arról, hogy becsületes, és jószívű.
- Malicia – Szintén boszorkány, Barbara kortársa és legfőbb riválisa. Gonoszkodásai miatt számtalanszor került a Boszorkánytanács elé, de mindig kimentette magát. Bibit is ellenségének tekinti.
- Cicoma – Szintén Barbarával egykorú boszorkány. Önző, hiú, és meglehetősen rosszindulatú asszony.
- Mufurc Müllerné – Mufurc Müllerné Bibi idősödő tanárnője. Nagyon utálja Bibit, mindig a legnehezebb feladatokat szánja neki. A sorozatban nála gonoszabb csak a polgármester.
- Mónika – Bibi legjobb barátnője. Újvárosban él, de nem boszorkány.
- Marita – Marita is Bibi barátnője. Majdnem mindig elkésik az órákról, de van amikor nem.
- Égzengő Margit – Bibi unokanővére, kastélyban lakik szüleivel, ahova egyszer elhívták Bibit és szüleit
- Florián / Tóni – Bibi barátja, szereti az ifjúsági könyveket, szeret olvasni. kedvence: Pukk a szuperpudli kalandjai
- A Thuderstorm család – Cecília Thunderstorm Barbara testvére. Írországban él, férjével Patrikkal. Van egy lánya Margot, aki boszorkány, és Bibi ellentéte. Szorgalmas kis boszorkány. Elsőnek Bibi riválisa, de később jó barátja lesz.

## Magyar hangok
- Molnár Ilona – Bibi Blocksberg
- Kocsis Judit – Barbara Blocksberg
- Király Attila – Behrnard Blocksberg
- Bácskai János – Polgármester
- Németh Kriszta – Kíváncsi Klára
- Wohlmuth István – Ficsur
- Kálmánfi Anita – ?
- Szabó Éva – Mánia néni
- Zsolnai Júlia – Amanda néni
- Gyimesi Pálma – Mufurc Müllerné
- Baradlay Viktor – Tóni (Florian)
- Csuha Bori – Marita

## Epizódok
| Eredeti bemutató | #   | #   | Magyar cím                            | Eredeti cím                    |
| ---------------- | --- | --- | ------------------------------------- | ------------------------------ |
|                  |     |     |                                       |                                |
| Pilot            |     |     |                                       |                                |
|                  |     |     |                                       |                                |
| 1994.10.17.      | 00. | 00. |                                       | Hexen gibt es doch             |
|                  |     |     |                                       |                                |
| Első évad        |     |     |                                       |                                |
|                  |     |     |                                       |                                |
| 1997.12.22.      | 01. | 01. | Bibi és az időjós béka                | Der Wetterfrosch               |
|                  |     |     |                                       |                                |
| 1997.12.23.      | 02. | 02. | Bibi hercegnő                         | Bibi als Prinzessin            |
|                  |     |     |                                       |                                |
| 1997.12.24.      | 03. | 03. | Bibi a bébicsősz                      | Bibi als Babysitter            |
|                  |     |     |                                       |                                |
| 1997.12.24.      | 04. | 04. | 3x a titokzatos macska                | 3 x schwarzer Kater            |
|                  |     |     |                                       |                                |
| 1997.12.25.      | 05. | 05. | Bibi szuperereje                      | Der Superhexspruch             |
|                  |     |     |                                       |                                |
| 1997.12.26.      | 06. | 06. | Bibi a dzsungelben                    | Bibi im Dschungel              |
|                  |     |     |                                       |                                |
| 1997.12.27.      | 07. | 07. | Bibi és a dinoszaurusz tojás          | Bibi und das Dino-Ei           |
|                  |     |     |                                       |                                |
| 1997.12.28.      | 08. | 08. | Bibi és a vámpírok                    | Bibi und die Vampire           |
|                  |     |     |                                       |                                |
| 1997.12.29.      | 09. | 09. | Hova lett almáspite?                  | Wo ist Kartoffelbrei?          |
|                  |     |     |                                       |                                |
| 1997.12.30.      | 10. | 10. | Bibi és a repülőverseny               | Das Wettfliegen                |
|                  |     |     |                                       |                                |
| 1997.12.37.      | 11. | 11. | Bibi és a matematika                  | Die Mathekrankheit             |
|                  |     |     |                                       |                                |
| 1998.01.01.      | 12. | 12. | Bibi és az új iskola                  | Die neue Schule                |
|                  |     |     |                                       |                                |
| 1998.01.02.      | 13. | 13. | Bibi a Távol-keleten                  | Bibi im Orient                 |
|                  |     |     |                                       |                                |
| Második évad     |     |     |                                       |                                |
|                  |     |     |                                       |                                |
| 2003.12.24.      | 14. | 01. | Bibi és a mikulások                   | Bibi und die Weihnachtsmänner  |
|                  |     |     |                                       |                                |
| 2003.12.26.      | 15. | 02. | Bibi és a szerelem                    | Bibi verliebt sich             |
|                  |     |     |                                       |                                |
| 2005.03.28.      | 16. | 03. | Varázslat nélkül                      | Gehts auch ohne Hexerei?       |
|                  |     |     |                                       |                                |
| 2006.09.11.      | 17. | 04. | A fehér kakadu                        | Der weiße Kakadu               |
|                  |     |     |                                       |                                |
| 2006.09.12.      | 18. | 05. | Pukk a szuperpudli                    | Superpudel Puck                |
|                  |     |     |                                       |                                |
| 2006.09.13.      | 19. | 06. | Az elvarázsolt dromedár               | Das verhexte Dromedar          |
|                  |     |     |                                       |                                |
| 2006.09.14.      | 20. | 07. | Kaland a dínókkal                     | Abenteuer bei den Dinos        |
|                  |     |     |                                       |                                |
| 2006.09.15.      | 21. | 08. | A varázs tilalom                      | Der Hexenbann                  |
|                  |     |     |                                       |                                |
| 2006.09.18.      | 22. | 09. | A számítógép-boszorkány               | Die Computerhexe               |
|                  |     |     |                                       |                                |
| 2006.09.19.      | 23. | 10. | Boszorkány születésnap                | Der Hexengeburtstag            |
|                  |     |     |                                       |                                |
| 2006.09.20.      | 24. | 11. | A kísértetkastély                     | Die Schlossgespenster          |
|                  |     |     |                                       |                                |
| 2006.09.21.      | 25. | 12. | Varázslat a cirkuszban                | Hexerei im Zirkus              |
|                  |     |     |                                       |                                |
| 2006.09.22.      | 26. | 13. | Anya szülinapja                       | Mamis Geburtstag               |
|                  |     |     |                                       |                                |
| Harmadik évad    |     |     |                                       |                                |
|                  |     |     |                                       |                                |
| 2009.08.09.      | 27. | 01. | Mama bajban                           | Mami in Not                    |
|                  |     |     |                                       |                                |
| 2009.08.09.      | 28. | 02. | Őrült vízitúra                        | Eine wilde Kanufahrt           |
|                  |     |     |                                       |                                |
| 2009.08.16.      | 29. | 03. | Elsüllyedt kincs                      | Der versunkene Schatz          |
|                  |     |     |                                       |                                |
| 2009.08.09.      | 30. | 04. | Gréta nagyi kalamajkát okoz           | Oma Grete sorgt für Wirbel     |
|                  |     |     |                                       |                                |
| 2009.08.16.      | 31. | 05. | Nincs varázslat következmények nélkül | Hexspruch mit Folgen           |
|                  |     |     |                                       |                                |
| 2009.08.16.      | 32. | 06. | Az elcserélt varázsgömb               | Die vertauschte Hexenkugel     |
|                  |     |     |                                       |                                |
| 2009.10.11.      | 33. | 07. | Boszorkány-horoszkóp                  | Das Hexenhoroskop              |
|                  |     |     |                                       |                                |
| 2009.10.11.      | 34. | 08. | A hetedik bájkönyv                    | Das siebte Hexenbuch           |
|                  |     |     |                                       |                                |
| 2009.10.11.      | 35. | 09. | Turbóseprű                            | Der Turbobesen                 |
|                  |     |     |                                       |                                |
| 2009.10.18.      | 36. | 10. | A kínai varázsfű                      | Das chinesische Hexenkraut     |
|                  |     |     |                                       |                                |
| 2009.10.18.      | 37. | 11. | Az osztálykirándulás                  | Die Klassenreise               |
|                  |     |     |                                       |                                |
| 2009.10.25.      | 38. | 12. | A varázslatos csillagpor              | Der magische Sternenstaub      |
|                  |     |     |                                       |                                |
| 2009.10.18.      | 39. | 13. | Kobold a postaládában                 | Der Kobold aus dem Briefkasten |
|                  |     |     |                                       |                                |
| Negyedik évad    |     |     |                                       |                                |
|                  |     |     |                                       |                                |
| 2012.08.26.      | 40. | 01. | Varázslat a kísértetházban            | Hexerei im Spukhaus            |
|                  |     |     |                                       |                                |
| 2012.08.26.      | 41. | 02. | Az elvarázsolt Marionett bábu         | Verhexte Marionetten           |
|                  |     |     |                                       |                                |
| 2012.09.02.      | 42. | 03. | A varázsbőrönd                        | Der magische Koffer            |
|                  |     |     |                                       |                                |
| 2012.09.02.      | 43. | 04. | Csillagközi utazás                    | Die verhexte Sternenreise      |
|                  |     |     |                                       |                                |
| 2012.09.09.      | 44. | 05. | Almás pite balesetet szenved          | Der zerbrochene Besen          |
|                  |     |     |                                       |                                |
| 2012.09.09.      | 45. | 06. | Mánia varázsfőzete                    | Manias magische Mixtur         |
|                  |     |     |                                       |                                |
| 2012.09.16.      | 46. | 07. | Utazás a múltba                       | Reise in die Vergangenheit     |
|                  |     |     |                                       |                                |
| 2012.09.16.      | 47. | 08. | A varázsinga                          | Das magische Pendel            |
|                  |     |     |                                       |                                |
| 2012.12.01.      | 48. | 09. | Apa a bohóc                           | Papi als Clown                 |
|                  |     |     |                                       |                                |
| 2012.12.01.      | 49. | 10. | A furcsa boszorka                     | Die fremde Hexe                |
|                  |     |     |                                       |                                |
| 2012.12.01.      | 50. | 11. | A bosziszálló                         | Das Hexenhotel                 |
|                  |     |     |                                       |                                |
| 2012.12.08.      | 51. | 12. | A nagy seprű verseny                  | Das Besenrennen                |
|                  |     |     |                                       |                                |
| 2012.12.08.      | 52. | 13. | Hajóút Gréta nagyival                 | Kreuzfahrt mit Oma Grete       |
|                  |     |     |                                       |                                |

## Bibi és Tina
- Egy újabb sorozat amit a Minimax tűzött műsorára. A sorozatot is a Kiddinx gyártotta. Sok új szereplő van benne, s sokan már nem szerepelnek.
- Szereplők: Bibi Blocksberg, Tina Martin, Alexander von Falkenstain, Falkó gróf, Suzanne, Amadeus, Sabrina, Maharadzsa, Félix, Móric & Max